# Jan Jałocha
Jan Jałocha, né le 18 juillet 1957 à Golkowice en Pologne, est un joueur de football international polonais, qui évoluait au poste de défenseur, notamment du côté droit de la défense.

## Biographie

### Carrière en club
Jan Jałocha effectue la plus grande partie de sa carrière au Wisła Cracovie, où il évolue entre 1974 et 1986. Au cours de cette période, il participe à 215 rencontres et inscrit 19 buts en faveur du club. Il inscrit ses premiers buts au cours de la saison 1975-1976, puis en 1977-1978 il est sacré champion de Pologne. Il prend part à 24 rencontres et inscrit un but lors de cette saison. Au cours de sa période passé au Wisła Cracovie, Jałocha dispute également 12 matchs de Coupe d'Europe.
En 1986, il quitte la Pologne pour rejoindre le championnat allemand et le FC Augsbourg pour deux saisons. Par la suite, il défend les couleurs du SpVgg Bayreuth deux saisons, du SV Eintracht Trèves 1905 entre 1990 et 1995, puis du VfL Trier 1912 et du SV Krettnach avant de raccrocher les crampons en 2007.

### Carrière en sélection
Avec l'équipe de Pologne, il joue 28 matchs  entre 1981 et 1985, inscrivant un but. Il honore sa première sélection le 2 mai 1981 contre l'Allemagne de l'Est lors d'un match comptant pour les éliminatoires de la Coupe du monde 1982. 
Il figure dans le groupe des sélectionnés lors de la Coupe du monde de 1982. Au cours de ce mondial il participe aux trois premières rencontres. Lors de la troisième rencontre contre le Pérou, il est contraint de quitter ses partenaires en étant blessé à la 26e minute, et se voit remplacé par Marek Dziuba. 
Il inscrit son unique but en sélection lors de sa douzième sélection face à la France le 31 août 1982. Il honore sa 28e et dernière sélection lors d'un match amical face à la Tchécoslovaquie.

## Palmarès
| \| Wisła Cracovie - Championnat de Pologne (1) : - Champion : 1977-78. \| |  | Pologne - Coupe du monde : - Troisième: 1982. |
| Wisła Cracovie - Championnat de Pologne (1) : - Champion : 1977-78.       |  |                                               |